# Missione Centenario

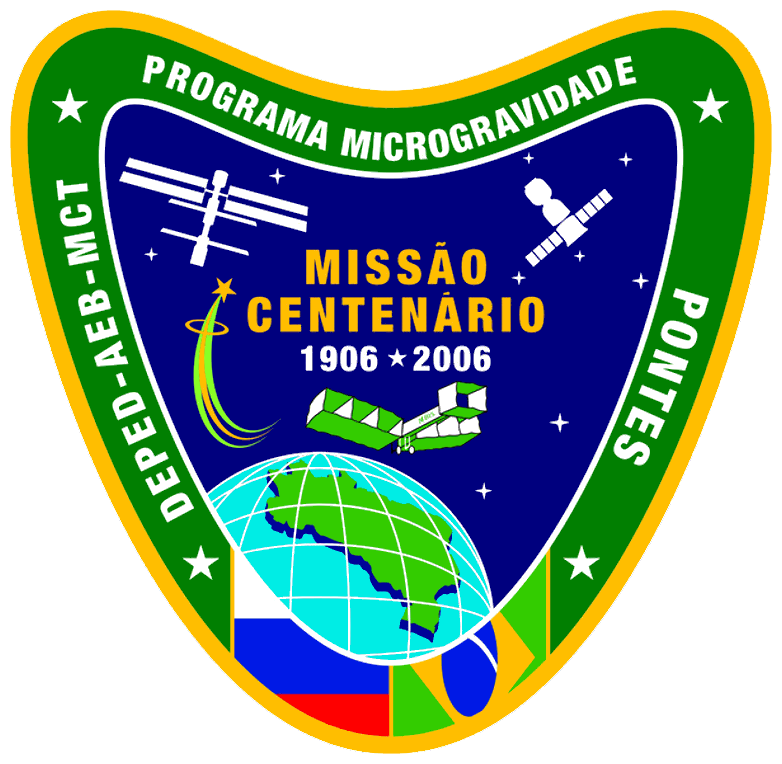
Insegne

La missione Centenario (in portoghese Missão Centenário) è nata da un accordo tra l'Agenzia spaziale brasiliana (AEB) e l'Agenzia spaziale russa (Roscosmos) nel 18 ottobre 2005. Il principale obiettivo di questo trattato era inviare il primo brasiliano nello spazio, il tenente colonnello aviatore Marcos Pontes.
Il nome della missione è un riferimento alla commemorazione del centenario del primo volo con equipaggio di un aeromobile, il 14 Bis di Alberto Santos-Dumont, a Parigi nel 23 ottobre 1906.
Il veicolo utilizzato per il lancio della missione è stato il velivolo spaziale Sojuz TMA-8, della Roscosmos, ed il suo lancio è avvenuto nel 30 marzo 2006 (2:30 UTC) nel cosmodromo di Bajkonur (Kazakistan), con destinazione la Stazione spaziale internazionale (ISS).